# Études stratégiques
Les études stratégiques sont l'étude des relations entre la guerre, la politique, et la géographie. Elles se focalisent sur la puissance militaire des États pour construire une analyse des interactions interétatiques et transnationales.
Elles constituent un champ académique multidisciplinaire, traditionnellement étudié par des universitaires et des spécialistes de l'enseignement supérieur, et considéré comme une branche des relations internationales et des études de sécurité.